# Bauermeister-Gedächtniskirche

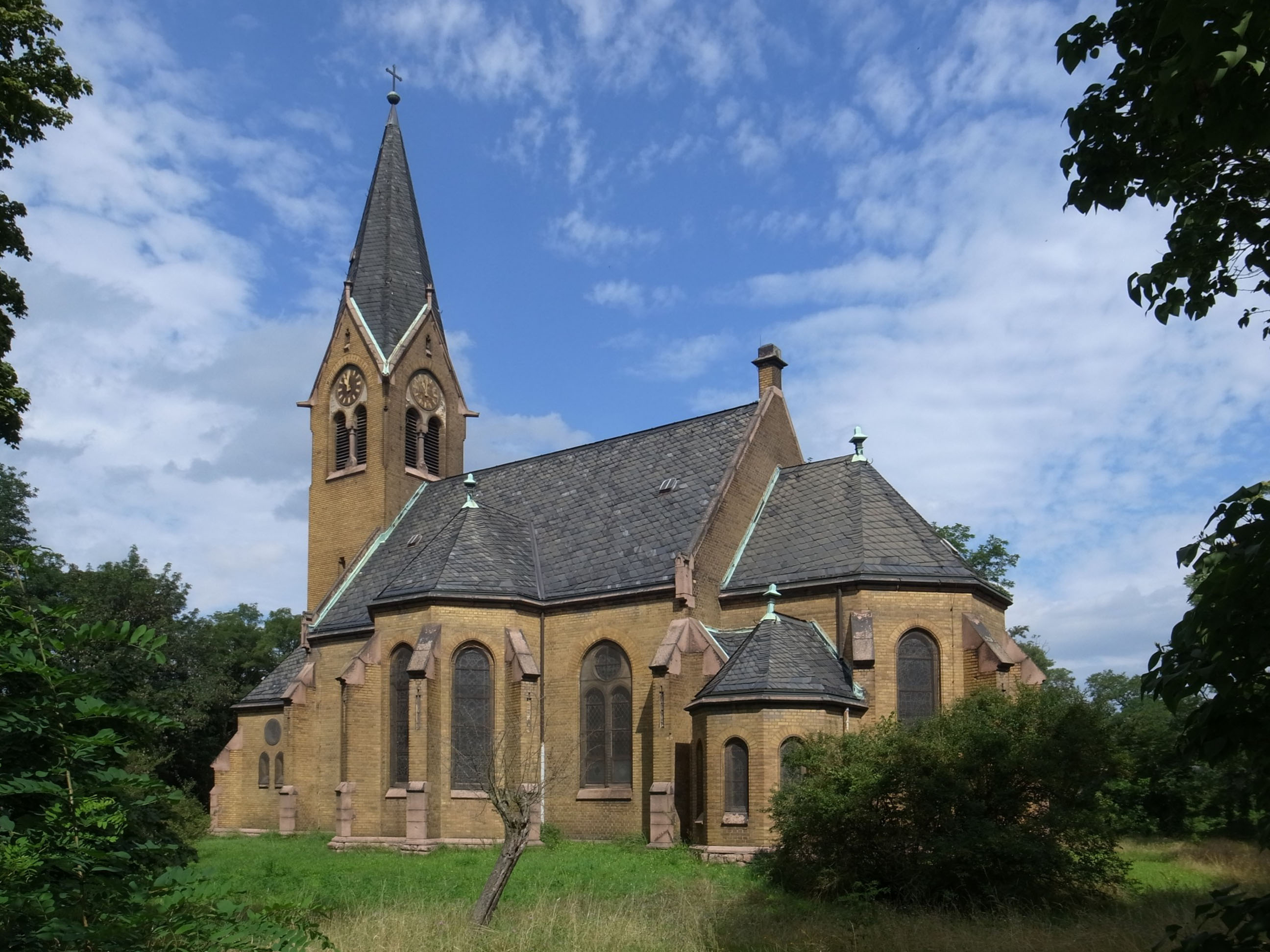
Bauermeister-Gedächtniskirche (2014)

Die Bauermeister-Gedächtniskirche ist ein Kirchengebäude in der Kraftwerkssiedlung (Deutsche Grube) von Bitterfeld, einem Stadtteil der Stadt Bitterfeld-Wolfen im Landkreis Anhalt-Bitterfeld in Sachsen-Anhalt. Das Gebäude steht an der Ignatz-Stroof-Straße und ist im Denkmalverzeichnis des Landes Sachsen-Anhalt unter der Erfassungsnummer 094 95322 als Baudenkmal verzeichnet. Die Kirche gehörte bis zur Entwidmung zur Evangelischen Kirche in Mitteldeutschland und befindet sich heute in Privatbesitz.

## Geschichte
1847 begann der Aufschluss des Tagebaus Deutsche Grube, der in den 1850er Jahren in den Besitz von Gustav Bauermeister kam. 1871 übernahm sein Sohn Louis Bauermeister das Unternehmen, erweiterte es und ließ von 1890 an am Westrand von Bitterfeld die Siedlung „Deutsche Grube“ errichten. Zu dieser Arbeiterwohnsiedlung gehörten auch eine Schule und die von 1905 bis 1907 erbaute Kirche.
Die Chemische Fabrik Griesheim-Elektron, die seit 1893 in Bitterfeld ansässig war, erwarb von 1917 bis 1919 Grundstücke für den Bau ihrer Kraftwerkssiedlung, da durch die Industrialisierung und den damit verbundenen Bevölkerungszuwachs neuer Wohnraum benötigt wurde. Ignatz Stroof, Aufsichtsratsmitglied der Chemischen Fabrik Griesheim-Elektron AG, initiierte 1919 den Bau der Siedlung. Nach ihm ist auch die Straße, an der die Kirche steht, benannt. 1920 begann der Bau der Siedlung unter der Leitung des Architekten der Griesheim-Elektron-Werke, Stefan Simon. 1924 wurde der erste Bauabschnitt der Siedlung, der den Hauptteil der Siedlung umfasste, fertiggestellt und die Schule, die nach Gustav Pistor benannt wurde, erbaut.
In den 1920er Jahren stieg die Zahl der evangelischen Christen mit dem Bau der Kraftwerkssiedlung so an, dass eine eigene Kirchengemeinde, „Deutsche Grube“ genannt, entstand, deren Gemeindekirche das von Bauermeister errichtete Gotteshaus wurde. 1927 verstarb Louis Bauermeister und die Kirche bekam die Bezeichnung „Bauermeister-Gedächtniskirche Deutsche Grube“.
Heute ist die Gemeinde „Deutsche Grube“ Teil der Kirchengemeinde Bitterfeld, und die Gottesdienstkirche ist die 1910 eingeweihte Stadtkirche Bitterfeld. Die Bauermeister-Gedächtniskirche gehörte zuletzt zur Kirchengemeinde Bitterfeld des Kirchenkreises Wittenberg im Propstsprengel Halle-Wittenberg der Evangelischen Kirche in Mitteldeutschland.
Nachdem die Kirche seit 2017 nicht mehr für Gottesdienste genutzt worden war, erfolgte am 14. Juni 2020 durch Regionalbischof Johann Schneider ihre Entwidmung. Das Kirchengebäude und das Pfarrhaus wurden an privat verkauft.

## Architektur und Ausstattung
Die geostete Kirche wurde nach Plänen von Fritz Gygas aus Halle (Saale) als neugotischer Ziegelbau mit einem Westturm erbaut. Der Chor ist eingezogen und hat einen dreiseitigen Schluss. Viele der Buntglasfenster zeigen Bergbausymbole.
Die beiden Bronzeglocken wurden 1906 und 1922 von Schilling, Glockengießerei in Apolda, hergestellt. Nach der Entwidmung wurden sie der Auferstehungskirche in Rösa überlassen. Die Orgel wurde 1906 als Opus 285 von Wilhelm Rühlmann sen. erbaut und ist bis heute (2021) spielbar. Das Instrument hat 16 Register auf zwei Manualwerken, wobei 2 Register davon später zugefügt wurden.
Die Innenausstattung der Kirche war bis zu ihrer Entwidmung noch original erhalten. Nach der Entwidmung wurden der Altar, die Kanzel und das Taufbecken entfernt und einer lutherischen Kirche in Hrodna (Belarus) überlassen. Die ursprüngliche Wandbemalung wurde aufgrund von Schäden in den 1970er Jahren überstrichen.